# Le Dernier Métro
Le Dernier Métro is een Franse dramafilm uit 1980 onder regie van François Truffaut.

## Verhaal
Parijs 1942, onder Duitse bezetting. De directeur en eigenaar van het Théâtre de Montmartre, Lucas Steiner, kan niet in functie blijven omdat hij jood is. Hij staat de leiding van de schouwburg af aan zijn niet-joodse vrouw Marion, die zelf acteert, en verdwijnt spoorloos. In werkelijkheid houdt Lucas zich schuil in de kelder van de schouwburg, waar Marion hem 's nachts opzoekt. Via een luchtkoker kan hij onopgemerkt luisteren naar de repetities van een nieuwe toneelproductie, die hij zelf nog heeft voorgesteld en waarvoor hij - via Marion - regie-aanwijzingen geeft. Zo moedigt hij Marion aan om in een liefdesscène van het stuk veel tederder om te gaan met haar tegenspeler, de jonge acteur Bernard Granger. Daardoor ontstaat een dubbelzinnige verhouding tussen Marion en Bernard. Deze laatste probeerde eerder de decoratrice Arlette te versieren, maar die voelt niets voor mannen. 
Marion heeft het intussen moeilijk om het theater in goede banen te houden. Om toelating van de censuur te krijgen is ze verplicht op goede voet te staan met de collaborerente toneelrecensent Daxiat, die in zijn artikelen zwaar uithaalt naar de joodse invloed op het Franse toneel, maar die tegelijk Marion het hof maakt. Tegelijk moet Bernard, die fel anti-Duits is en contacten met het verzet heeft, in toom worden gehouden. Als Daxiat geschreven heeft dat de productie nog altijd onder joodse invloed staat (waardoor hij de indruk lijkt te geven dat Marion nog altijd contact met de verdwenen Lucas heeft), wil Bernard met hem op de vuist gaan. Daardoor komt het bestaan van het theater in gevaar. Marion is razend op Bernard en hun verhouding verkoelt. Toch blijven ze samen in het stuk acteren, terwijl Lucas nog steeds in de kelder verblijft. 
Bernard kondigt na een tijd zijn vertrek aan want hij wil zich aansluiten bij het verzet. Op de avond waarin Bernard voor de laatste keer zijn rol speelt, wil de Gestapo de kelders van de schouwburg bekijken. Marion roept de hulp van Bernard in om haar man te verstoppen en de sporen van zijn verblijf in de kelder te doen verdwijnen. Dat lukt op het nippertje en Lucas wordt niet gevonden. Daarop vertrekt Bernard, maar niet voor in de armen van Marion te zijn gevallen. 
De schouwburg overleeft de bezetting. Als Parijs in 1944 bevrijd wordt, kan Lucas na meer dan twee jaar zijn schuiloord verlaten, terwijl ook Bernard naar de schouwburg terugkeert. Op het einde applaudisseert het publiek naar Bernard, Lucas en Marion, die op de scène de hand van beide mannen vasthoudt...  

## Rolverdeling
| Acteur             | Personage             |
| ------------------ | --------------------- |
| Catherine Deneuve  | Marion Steiner        |
| Gérard Depardieu   | Bernard Granger       |
| Heinz Bennent      | Lucas Steiner         |
| Jean Poiret        | Jean-Loup Cottins     |
| Andréa Ferréol     | Arlette Guillaume     |
| Paulette Dubost    | Germaine Fabre        |
| Sabine Haudepin    | Nadine Marsac         |
| Jean-Louis Richard | Daxiat                |
| Maurice Risch      | Raymond Boursier      |
| Richard Bohringer  | Gestapo-officier      |
| László Szabó       | Luitenant Bergen      |
| Jean-Pierre Klein  | Christian Leglise     |
| Christian Baltauss | Vervanger van Bernard |
| Renata Flores      | Greta Borg            |